# Pseudomiza ctenogyna
Pseudomiza ctenogyna là một loài bướm đêm trong họ Geometridae.